# Técnica de puntas

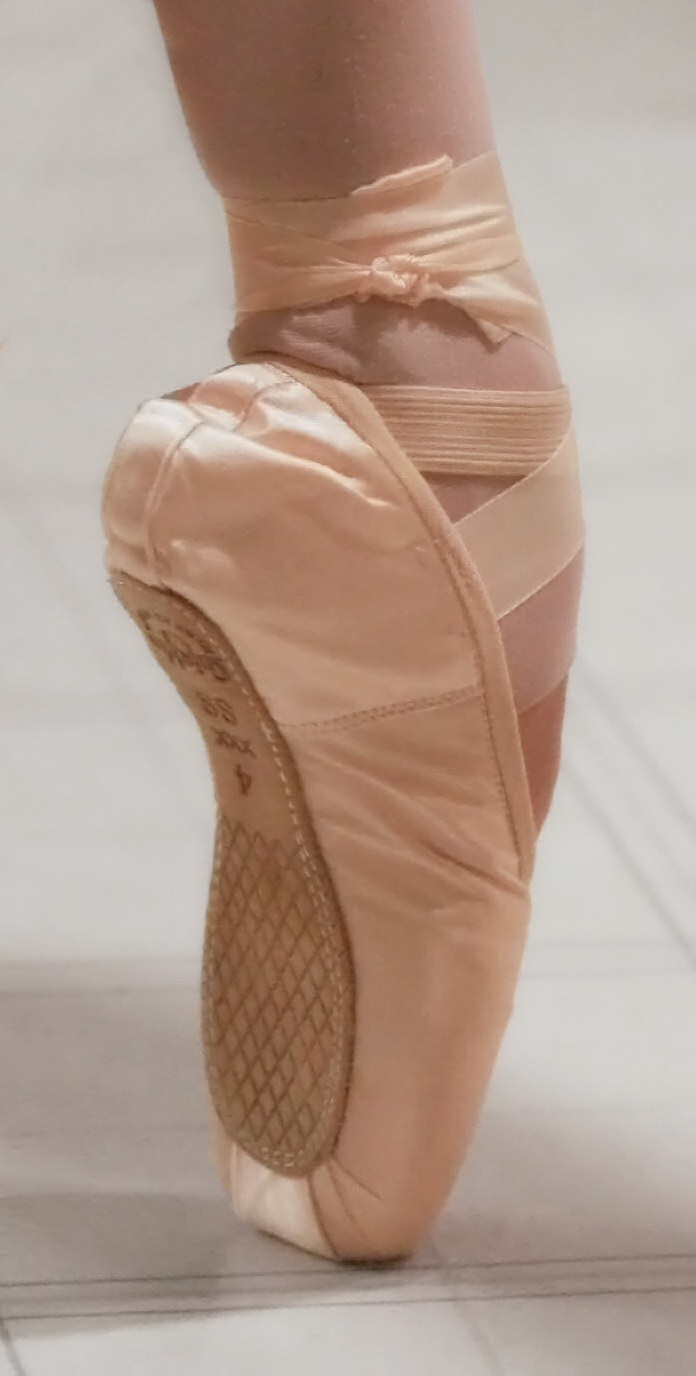
Pie en pointe (en punta) en una zapatilla de punta.

La técnica de punta  es la parte de la técnica de ballet clásico que se refiere al trabajo en puntas, en el que un bailarín de ballet apoya todo el peso del cuerpo en las puntas de los pies totalmente extendidos dentro de las zapatillas de punta. Se dice que un bailarín está en puntas  cuando el cuerpo del bailarín se apoya de esta manera, y se dice que un pie vertical completamente extendido está en puntas cuando toca el suelo, incluso cuando no soporta peso. El trabajo de puntas se realiza con zapatillas de punta, que emplean refuerzos estructurales para distribuir la carga de peso de la bailarina por todo el pie, reduciendo así la carga de los dedos lo suficiente como para que la bailarina pueda soportar todo el peso del cuerpo con los pies totalmente verticales.
La técnica de puntas surgió del deseo de las bailarinas de parecer ingrávidas y sílfides. Aunque tanto los hombres como las mujeres son capaces de hacer puntas, la mayoría de las veces las realizan las mujeres. Para desarrollar la fuerza y la técnica necesarias para el trabajo de puntas se requiere un entrenamiento exhaustivo. Normalmente, los profesores de danza tienen en cuenta factores como la edad, la experiencia, la fuerza y la alineación a la hora de decidir si permiten a un bailarín empezar a trabajar en puntas.

## Técnica

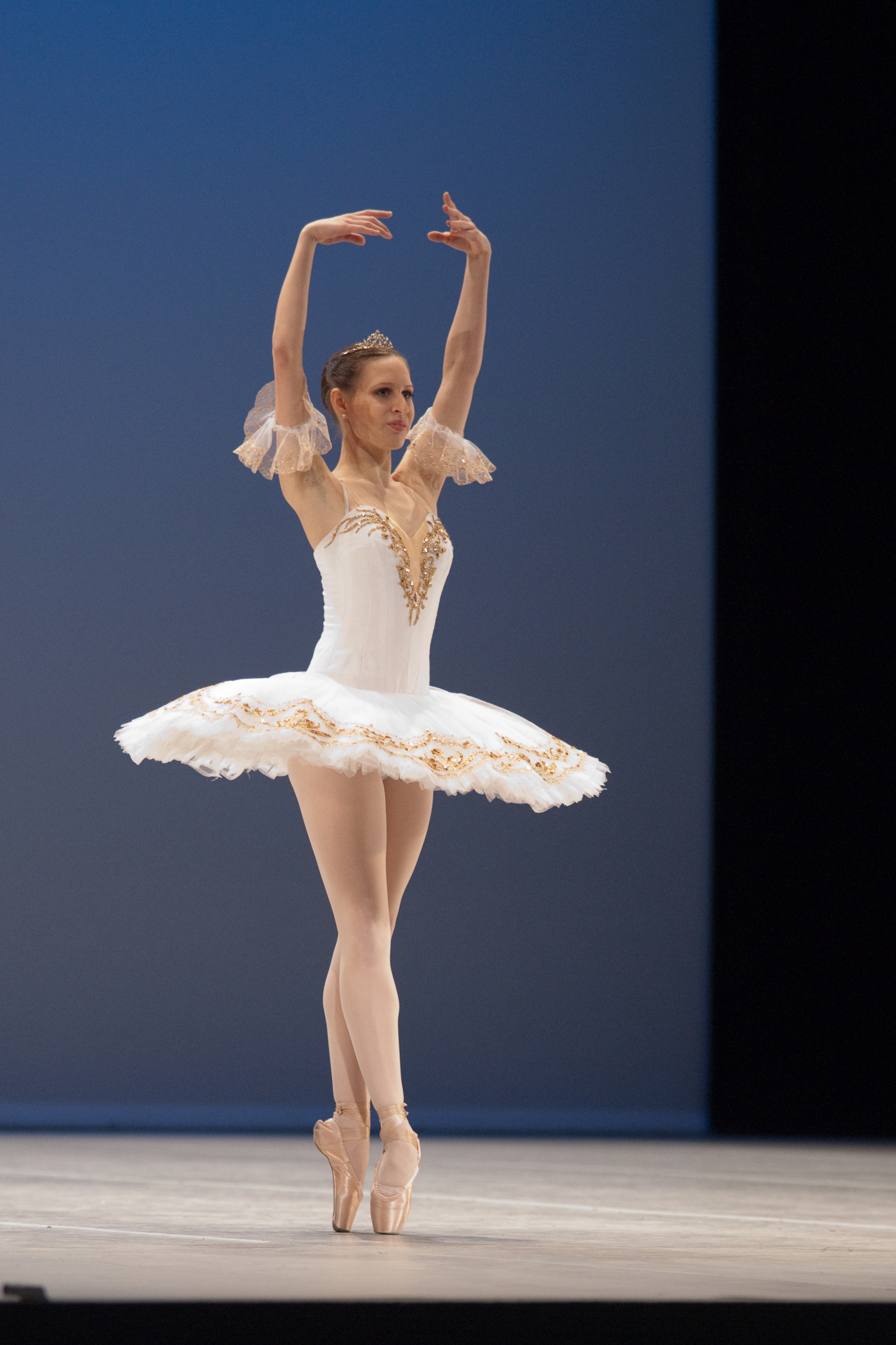
La alineación del cuerpo y la colocación de los pies son aspectos fundamentales de la técnica de puntas, como ilustra esta bailarina en pointe.

La técnica de puntas abarca tanto los aspectos mecánicos como los artísticos del trabajo de puntas. En particular, se refiere a la alineación del cuerpo, la colocación de los pies y la forma en que la bailarina realiza las transiciones hacia y desde la punta. Se dice que un bailarín tiene una técnica "buena" o "adecuada" cuando se ajusta a las mejores prácticas de la técnica de puntas, que a su vez se denominan generalmente técnica adecuada.

### Colocación y alineación
Los bailarines de puntas emplean la técnica de puntas para determinar la colocación de los pies y la alineación del cuerpo. Cuando se muestra una técnica adecuada, el pie de la bailarina de punta se coloca de manera que el empeine esté completamente estirado con los dedos perpendiculares al suelo, y la punta cuadrada de la zapatilla de punta (la punta aplanada de la caja que contiene los dedos en la zapatilla de baile cuadrada al suelo de manera que una parte sustancial de su superficie esté en contacto con el suelo.
La técnica adecuada también se hace evidente por la alineación del cuerpo del bailarín, visualizando una línea recta que se extiende desde el centro de la cadera a través de los dedos del pie. Cuando un bailarín correctamente alineado es visto de lado, la línea pasa por la rodilla, la articulación del tobillo y las articulaciones del dedo gordo del pie. Cuando se ve de frente, la línea pasa por la rodilla, la articulación del tobillo y las articulaciones del segundo dedo del pie o del dedo medio o el área entre esas articulaciones de los dedos. En casos de flexibilidad inusual del empeine o de la articulación del metatarso, a veces es necesario flexionar los dedos del pie para lograr una alineación adecuada.

### Movimiento aen pointe
Una bailarina puede pasar a la punta por cualquiera de los tres métodos posibles: relevé, sauté o piqué. En el método relevé, la bailarina se eleva suavemente girando el pie hacia abajo hasta alcanzar una orientación vertical totalmente extendida mientras la puntera permanece en contacto con el suelo, con lo que se "enrolla" el pie. Esto puede hacerse de forma gradual o rápida, en un pie o en ambos, comenzando con los pies apoyados en el suelo o en demi-pointe (talones levantados). En el método sauté, el bailarín se levanta y aterriza en punta. En el proceso, los pies rompen el contacto con el suelo y el bailarín se encuentra brevemente en el aire. Para pasar a la posición de puntas mediante el método piqué, el bailarín saldrá directamente sobre un pie vertical totalmente extendido. El otro pie se levanta del suelo, dejando al bailarín en puntas.
La técnica del ballet moderno incorpora los tres métodos de transición. Las transiciones Relevé y Piqué se utilizan normalmente para adagios, donde se destacan la fuerza, el aplomo y los movimientos controlados. El método sauté, más abrupto, que fue introducido por Enrico Cecchetti, se utiliza normalmente en alegros, donde las transiciones relevé y piqué, relativamente lentas y suaves, serían poco prácticas y visualmente incoherentes con el ritmo vivo del movimiento. El método sauté es más común en el ballet ruso.

## Entrenamiento

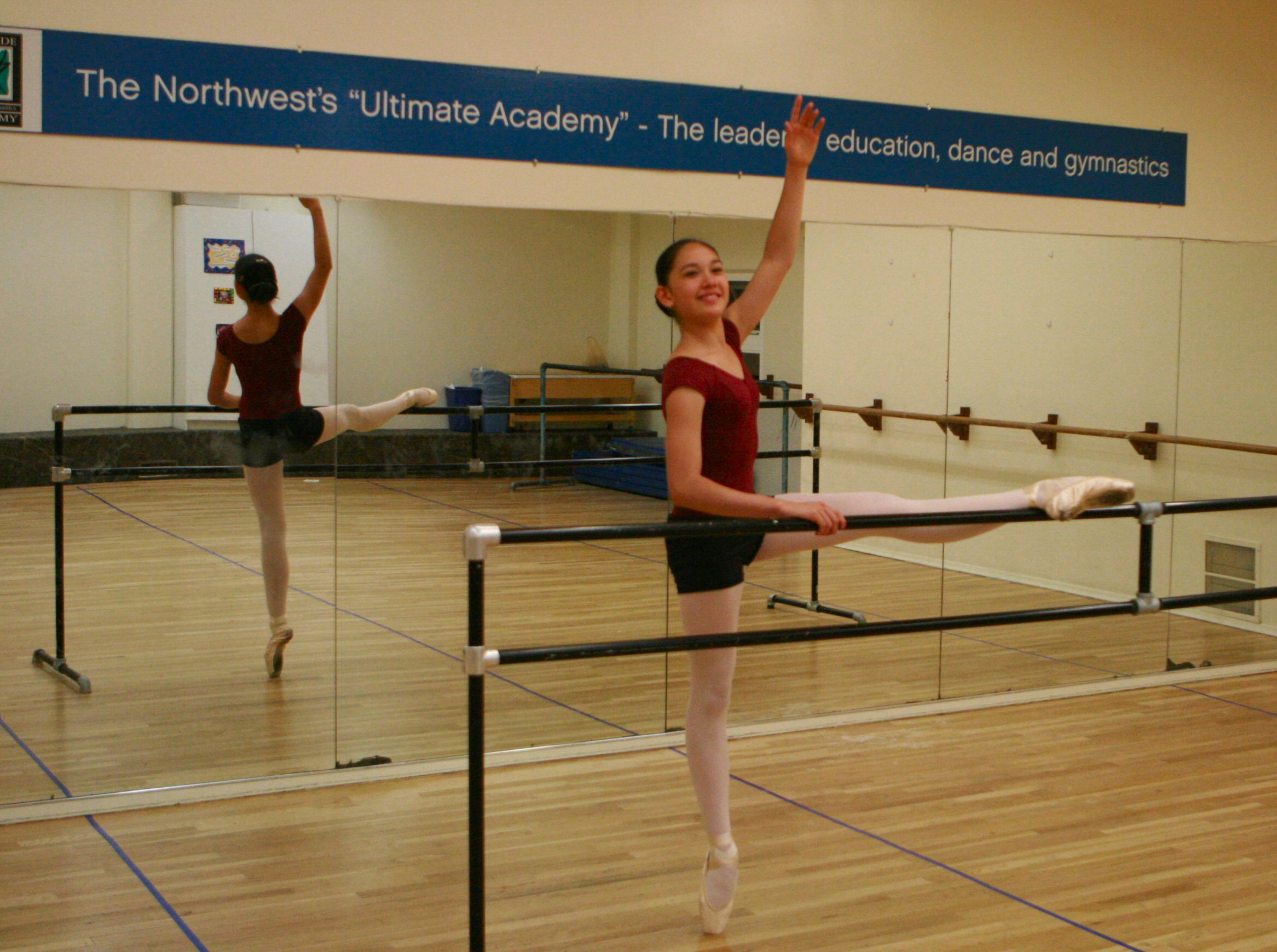
Bailarina de ballet realizando ejercicios de barra.

### Requisitos
Aunque la edad no es necesariamente un prerrequisito, muchos estudiantes de ballet no comienzan a bailar en puntas antes de los 12-14 años aproximadamente, ya que los huesos de los pies suelen ser demasiado blandos antes de esa edad y, en esos casos, podrían producirse lesiones graves y permanentes en los pies por comenzar a trabajar en puntas demasiado pronto. Los huesos largos de los pies comienzan a endurecerse entre los 8 y los 14 años, bailar en puntas antes de que los huesos se hayan endurecido puede provocar traumas y fracturas de la placa de crecimiento que crean pies deformados.
Se pueden hacer excepciones si un médico ha determinado que los pies del bailarín se han osificado suficientemente, y no es raro que los bailarines empiecen a trabajar en puntas a partir de los nueve años. A menudo los estudios de danza exigen a sus bailarines que se hagan radiografías de los pies y que el médico verifique si los pies del bailarín están preparados para el trabajo en puntas.
Otro factor determinante es la fuerza de las piernas, los pies, los tobillos y el núcleo. Sin unos tobillos, pies y piernas fuertes, los bailarines pueden lesionarse una vez en punta o estar demasiado débiles para permanecer en punta durante la duración de una rutina. La fuerza del núcleo asegura que el bailarín mantiene su centro y evita que ruede con los pies cuando baila en punta.
Por otra parte, los estudiantes de ballet suelen estar preparados para empezar a bailar en puntas después de haber alcanzado la competencia en la técnica fundamental de ballet y de haber bailado durante varios años. Por ejemplo, antes de aprender a bailar en puntas, un bailarín debe ser capaz de mantener turnout mientras realiza combinaciones de centro, mantener una posición de ballet adecuada con la espalda recta y un buen giro, tirar hacia arriba correctamente de las piernas y equilibrarse con seguridad en un relevé que sea perpendicular al suelo.

### Preparación (clases de puntas)
La preparación para el trabajo de puntas es un proceso gradual que comienza con ejercicios de barra para desarrollar la fuerza necesaria en tobillos, pies, piernas y núcleo, a menudo conocidos como clases de prepointe. Estos ejercicios pueden variar de acuerdo con las preferencias del profesor y, si procede, el programa de estudios del método de entrenamiento. Los primeros ejercicios en la barra suelen ser relevés y échappés. Cuando el alumno se siente cómodo ejecutando estos pasos con ambos pies y es suficientemente fuerte, se introducen pasos que terminan en un pie en punta como el pas de bourrée y el retiré.
Durante cada sesión de clase, el alumno pasará a realizar ejercicios de centro después de completar el trabajo de barra. Estos ejercicios enfatizan varios aspectos de la técnica de ballet como: turnout, la punta de los pies y el uso de la técnica de ballet en puntas.
Los bailarines toman clases de prepunta normalmente durante un año antes de que se les permita tener zapatillas de punta. Sin embargo, queda a la discreción del instructor de danza determinar si un año de prepointe es suficiente o si el bailarín necesita más tiempo de preparación.

## Riesgos para la salud y prevención de lesiones
Bailar en pointe estresa los pies de varias maneras y, por lo tanto, puede causar lesiones si el bailarín no planifica con antelación o no tiene en cuenta las cuestiones de salud y seguridad. Las lesiones pueden deberse a una técnica inadecuada, a unas zapatillas de punta mal ajustadas y a la falta de una amortiguación eficaz y de accesorios. Algunos tipos de lesiones se previenen siguiendo una técnica adecuada, como por ejemplo: una posición correcta de la parte superior del cuerpo, mantener las rodillas rectas cuando sea necesario, mantener el peso del cuerpo centrado sobre la caja de las zapatillas y evitar sickling. Los problemas relacionados con la técnica pueden solucionarse fácilmente con un entrenamiento adecuado y con interacciones individuales con el instructor de danza para mejorar la técnica del bailarín.
Las lesiones debidas a la desalineación de los dedos del pie suelen evitarse ajustando la alineación de los dedos con espaciadores de dedos de gel. Las uñas de los pies pueden ser causadas por una fuerte presión sobre la superficie de la uña. Esto se previene normalmente manteniendo las uñas de los pies cortas, envolviendo los dedos con cinta adhesiva, utilizando acolchado o una combinación de estos métodos. También pueden producirse hematomas en las puntas de los dedos, especialmente cuando no se utiliza acolchado. Es muy desaconsejable bailar en puntas sin acolchado.
El trabajo en puntas puede causar fricción entre los dedos de los pies y el interior de la caja de la zapatilla de puntas. Esta fricción, bajo la alta presión de gran parte del peso del cuerpo de la bailarina, puede provocar rozaduras y ampollas. Esto se suele mitigar con lana de cordero o almohadillas para dedos o envolviendo los dedos con cinta adhesiva o utilizando almohadillas de gel que pueden ajustarse a cualquier zona problemática. Elegir entre tela y gel, gel, sólo tela, lana, etc. para las punteras es una preferencia personal de cada bailarín, pero cada estilo tiene sus propios beneficios.
Otras lesiones exteriores incluyen cortes causados por las uñas de los pies que perforan los dedos adyacentes. Esto se puede prevenir manteniendo las uñas de los dedos de los pies cortadas y limadas de forma suave. Además, pueden formarse callos en la parte inferior y en los laterales de los pies, que pueden agrietarse. Esto se puede evitar utilizando protectores de gel en puntos específicos del problema o utilizando almohadillas para rodear los dedos del pie. La aparición de uñas encarnadas pueden ser el resultado de un calzado mal ajustado.
Otras lesiones comunes:
- Deformidades como juanetes, juanetes y dedo en martillos
- Inflamaciones como bursitis y sesamoiditis
- Talón de bailarina (Fascitis plantar), una tensión del tendón del empeine que provoca molestias en el empeine y el talón
- Esguince de tobillo
- Fractura por estréss
- Tendinitis de Aquiles y tendinitis del músculo extensor largo de los dedos